# Resolució 1089 del Consell de Seguretat de les Nacions Unides
La Resolució 1089 del Consell de Seguretat de les Nacions Unides fou adoptada per unanimitat el 13 de desembre de 1996.
Després de recordar les resolucions sobre la situació a Tadjikistan i la frontera entre l'Afganistan i Tadjikistan, el Consell va prorrogar el mandat de la Missió d'Observadors de les Nacions Unides a Tadjikistan (UNMOT) fins al 15 de març de 1997 i va abordar els esforços per posar fi al conflicte al país.
Hi havia preocupació per la deterioració de la situació a Tadjikistan i el Consell de Seguretat va subratllar la necessitat que les parts interessades defensessin els seus acords. La situació només es resolgués a través de mitjans polítics entre el govern de Tadjikistan i l'Oposició Tadjik Unida i era la seva principal responsabilitat fer-ho. La resolució també va posar èmfasi en la inacceptabilitat dels actes hostils a la frontera amb Afganistan i es va mostrar satisfet per la cooperació entre la UNMOT, la força de pau de la Comunitat d'Estats Independents (CEI), les forces frontereres de Rússia i l'Organització per a la Seguretat i la Cooperació a Europa.
El Consell va condemnar les violacions de l'alto el foc, en particular l'ofensiva de l'oposició a la regió de Gharm.
Es va instar a totes les parts a complir l'acord de Teheran i altres acords que havien entrat en vigor i que l'alto el foc duraria durant els debats inter-tadjiks. També va condemnar els atacs terroristes i altres violències que van provocar la mort de civils, membres de les forces de manteniment de la pau de la CEI i guàrdies fronterers russos. Foren condemnades severament les amanaces de mort i els maltractaments contra el personal de la UNMOT.
El mandat de la missió de vigilància de la UNMOT es va ampliar fins al 15 de març de 1997, amb la condició que les parts en l'acord de Teheran demostressin el seu compromís amb la reconciliació nacional. El 15 de gener de 1997 es va demanar al Secretari General de les Nacions Unides que informés al Consell sobre els resultats de les converses. També era preocupat per la situació humanitària de Tadjikistan i per la necessitat urgent de respondre a la comunitat internacional, incloses les contribucions voluntàries a la Resolució 968 (1994)